# Gjergj Bardhi
Gjergj Bardhi, född 1575, död 1646, var en albansk prelat inom den romersk-katolska kyrkan.
Gjergj Bardhi föddes i Zadrima i Albanien. Hans bror var Frang Bardhi, författare i tidig albansk litteratur. Han fick 1621 en kyrkobefattning i Sapa i Albanien, blev 1623 biskop och 1635 ärkebiskop i Antivari. Han dog i Shkodra.